# Madagascar Oil
Madagascar Oil SA es una empresa de la industria petrolera que opera en Madagascar. La compañía matriz fue originalmente Madagascar Oil Limited, con sede en las Islas Mauricio. En marzo de 2006, la compañía se reorganizó como Madagascar Oil Limited con sede en Bermudas. Es la principal importadora de petróleo de Madagascar. 

## Historia
Madagascar Oil fue fundada en 2004 por el ingeniero canadiense Sam Malin y el inversor australiano Alan Bond. La sede principal de Madagascar Oil está en Antananarivo (Madagascar) y tiene oficinas administrativas en Hamilton (Bermudas), Port Louis, Mauricio y Texas. Su director de operaciones y gerente es Stewart Ahmed. Con anterioridad, la compañía tuvo sede en Houston y Londres. Madagascar Oil es propiedad al 100% de Madagascar Oil SA. Madagascar Oil trabaja sobre acuerdos OMNIS, establecidos con el Gobierno de Madagascar, que tiene una participación significativa en la producción.
Además de Tsimiroro y Bemolanga, la empresa cuenta con tres puntos de exploración: Manambolo, Morondava y Manandaza.

## Acciones de la compañía
Madagascar Oil cotizó en el Alternative Investment Market (AIM) de la bolsa de Londres entre 2010 y 2016. En diciembre de 2010, la venta de acciones de la compañía fue suspendida después de que el gobierno de Madagascar anunciara que la mayoría de las licencias de compañías de petróleo serían anuladas. La disputa se resolvió y el comercio de acciones se reinició en junio de 2011. La empresa se retiró del Mercado Alternativo en 2016. Los principales accionistas de la compañía son los fondos BMK Resources Ltd (anteriormente Benchmark Advantage Fund), Outrider Management LLC, SEP African Ventures Limited (formalmente Persistency Capital LLC) y John Paul DeJoria Family Trust.

## Leer más
- «Madagascar Oil sortira 6 000 à 10 000 barils par jour». Madagascar Tribune (en francés). Consultado el 15 de diciembre de 2015.
- «Madagascar Oil sees crude sales as early as next year». Reuters. 27 de noviembre de 2013. Consultado el 15 de diciembre de 2015.
- «Madagascar Oil tax in dispute before float». The Daily Telegraph. 4 de enero de 2011. Consultado el 15 de diciembre de 2015.
- Mann, Harriet (16 de abril de 2015). «Why Madagascar Oil rose 147%». Interactive Investor. Consultado el 15 de diciembre de 2015.